# Daniel Stephan
Daniel Stephan (* 3. August 1973 in Rheinhausen) ist ein ehemaliger deutscher Handballspieler. 1998 wurde Stephan als erster Deutscher zum Welthandballer gewählt.

## Karriere

### Verein
In seinen ersten Jahren als Jugendspieler war Daniel Stephan beim VfL Rheinhausen. 1982 wechselte er dann zum OSC Rheinhausen. Dem Verein blieb er bis 1994 treu. Danach ging er zum TBV Lemgo, wo er in der Saison 2007/2008 seine aktive Handball-Karriere ausklingen ließ. Mit dem TBV wurde er zweimal Deutscher Meister, dreimal DHB-Pokalsieger sowie je einmal DHB-Supercupsieger, Sieger im Europapokal der Pokalsieger und im EHF-Pokal. Am 5. April 2005 verwandelte er im Auswärtsspiel bei der HSG Wetzlar alle elf Siebenmeter und stellte damit einen bis heute gültigen Bundesligarekord auf. Insgesamt erzielte er 1940 Tore in 401 Bundesligaspielen.
Nachdem er in Lemgo über 13 Jahre als Spieler aktiv gewesen war, wurde er am 14. November 2007 als Sportlicher Leiter des TBV Lemgo präsentiert. Sein auslaufender Spielervertrag bestand weiterhin, so dass er dem TBV Lemgo bis zum Saisonende auch als Spieler auf Abruf zur Verfügung stand. Am 18. Mai 2008 fand sein Abschiedsspiel in der Lipperlandhalle in Lemgo statt. Er ist nach Volker Zerbe erst der zweite Lemgoer, dem diese Ehre zuteilwurde. In diesem Spiel trat die Auswahl „Daniels Champions“ gegen die „TBV Allstars“ an. Nach der verpassten Qualifikation zur Champions League 2009 wurde Daniel Stephan gemeinsam mit Trainer Markus Baur in Lemgo entlassen.
Ab dem 1. Juli 2010 war Daniel Stephan als Sportdirektor für den Zweitligisten HSG Düsseldorf tätig, bei dem er einen Drei-Jahres-Vertrag unterschrieben hatte. Allerdings bat er bereits im März 2011 um Auflösung des Vertrages zum Saisonende. Dieser Bitte wurde vom Verein entsprochen.

### Nationalmannschaft
Aufgrund seines großen Verletzungspechs bestritt Stephan nie ein Spiel bei einer Weltmeisterschaft. 1995 war er zwar im Aufgebot, kam aber nicht zum Einsatz. 1999 konnte er nicht mitwirken, da er an einer Fraktur des Mittelhandknochens laborierte. 2001 war er an der Achillessehne verletzt. Auch 2003 und 2005 war Daniel Stephan nicht dabei.
Bei Europameisterschaften war er aber umso erfolgreicher. Dort belegte er zeitweise den 3. Platz in der ewigen Torschützenliste mit 134 Toren in insgesamt 32 Spielen. 1998 gewann er Bronze, 2002 Silber und 2004 schließlich den Europameistertitel. Er hatte seine Sternstunde im Siebenmeterwerfen des Olympia-Viertelfinales 2004 gegen Spanien, als er zum 32:30 traf. Für den Gewinn der Silbermedaille bei den Olympischen Spielen 2004 erhielt er am 16. März 2005 das Silberne Lorbeerblatt. Wegen seiner nicht enden wollenden Verletzungsserie gab er 2005 seinen Rücktritt aus der Nationalmannschaft bekannt.

### Erfolge
Seine größten Erfolge waren:
- Deutscher Meister 1997 und 2003, mit Lemgo
- DHB-Pokalsieger 1995, 1997 und 2002, mit Lemgo
- DHB-Supercup-Gewinner 1997
- Europapokal der Pokalsieger 1996, mit Lemgo
- EHF-Pokalsieger 2006, mit Lemgo
- Silbermedaille bei den Olympischen Spielen 2004 in Athen
- Bronzemedaille bei der Europameisterschaft 1998
- Silbermedaille bei der Europameisterschaft 2002
- Europameister 2004
- Handballer des Jahres in Deutschland 1997, 1998 und 1999
- Welthandballer 1998
- Verleihung des Silbernen Lorbeerblattes 2005